# Anstoßkappe

Gebotszeichen „Anstoßkappe tragen“

Eine Anstoßkappe ist eine Kopfbedeckung, meist in der Form einer Baseballkappe, in die zum Schutz des Kopfes eine Einlage aus Kunststoff eingearbeitet wurde.
Sie findet in der Industrie überall dort Verwendung, wo keine Helmpflicht besteht, die Mitarbeiter jedoch trotzdem gegen Anstoßen mit dem Kopf z. B. an scharfkantige Teile, geschützt werden sollen. Außerdem ist sie leichter als ein Helm und hat einen höheren Tragekomfort.
Die Anstoßkappe hat allerdings ein erheblich geringeres Energieaufnahmevermögen als ein Schutzhelm und kann daher nicht gegen mit hoher Energie auftreffende Gegenstände schützen. Daher ist sie z. B. auf Baustellen kein zulässiger Ersatz für einen Helm.
Die Kunststoffeinlage ist zum Waschen der Mütze herausnehmbar.
Ähnliche Kappen wurden als „Schädelkappe“ aus Eisenblech bereits im Mittelalter von ärmeren Personen im Kampf getragen, die sich keinen richtigen Helm leisten konnten. Die Schutzwirkung war auch hier begrenzt, jedoch konnten z. B. schräg auftreffende Pfeile oder Schwerthiebe abgelenkt werden.

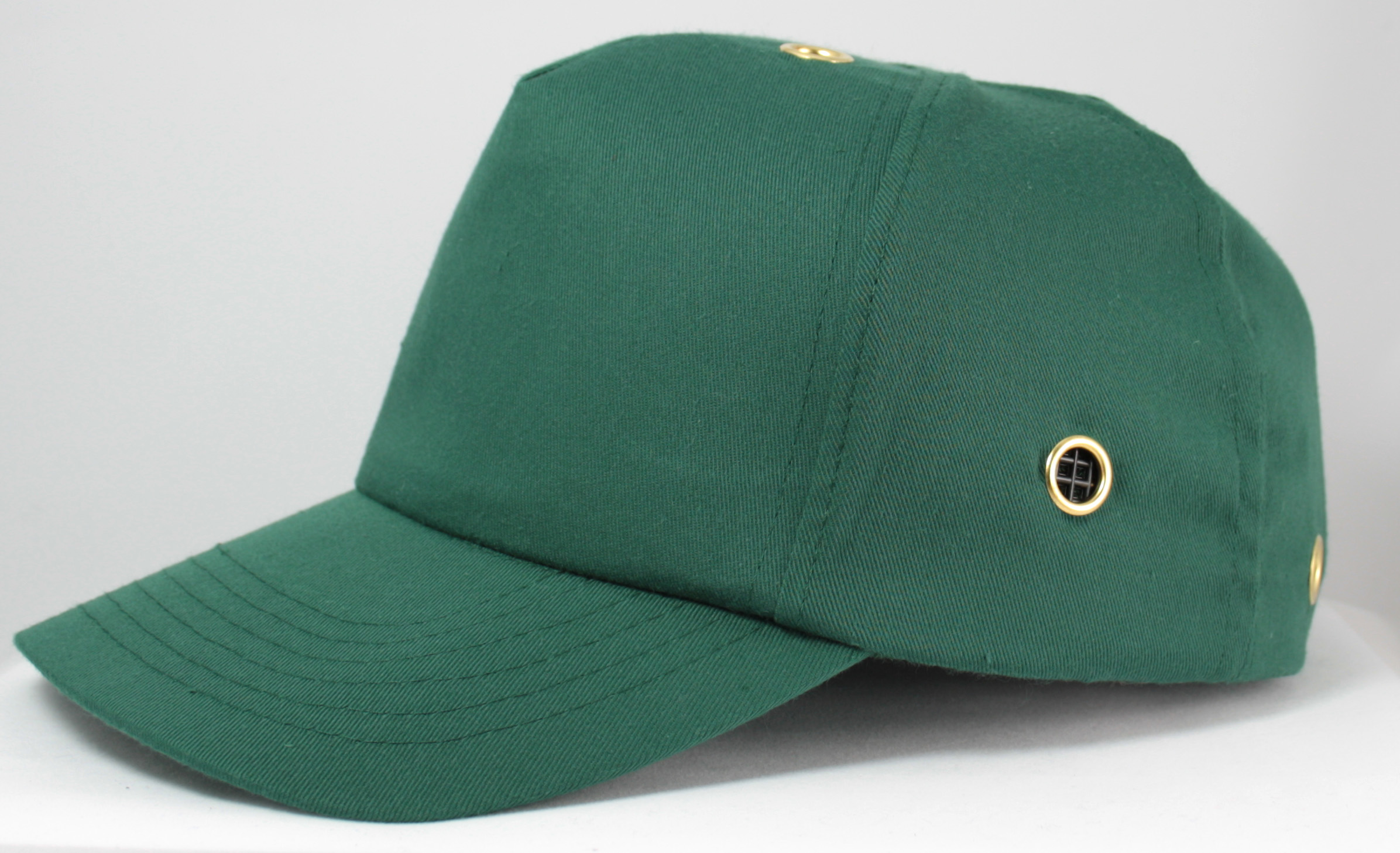
Anstoßkappe
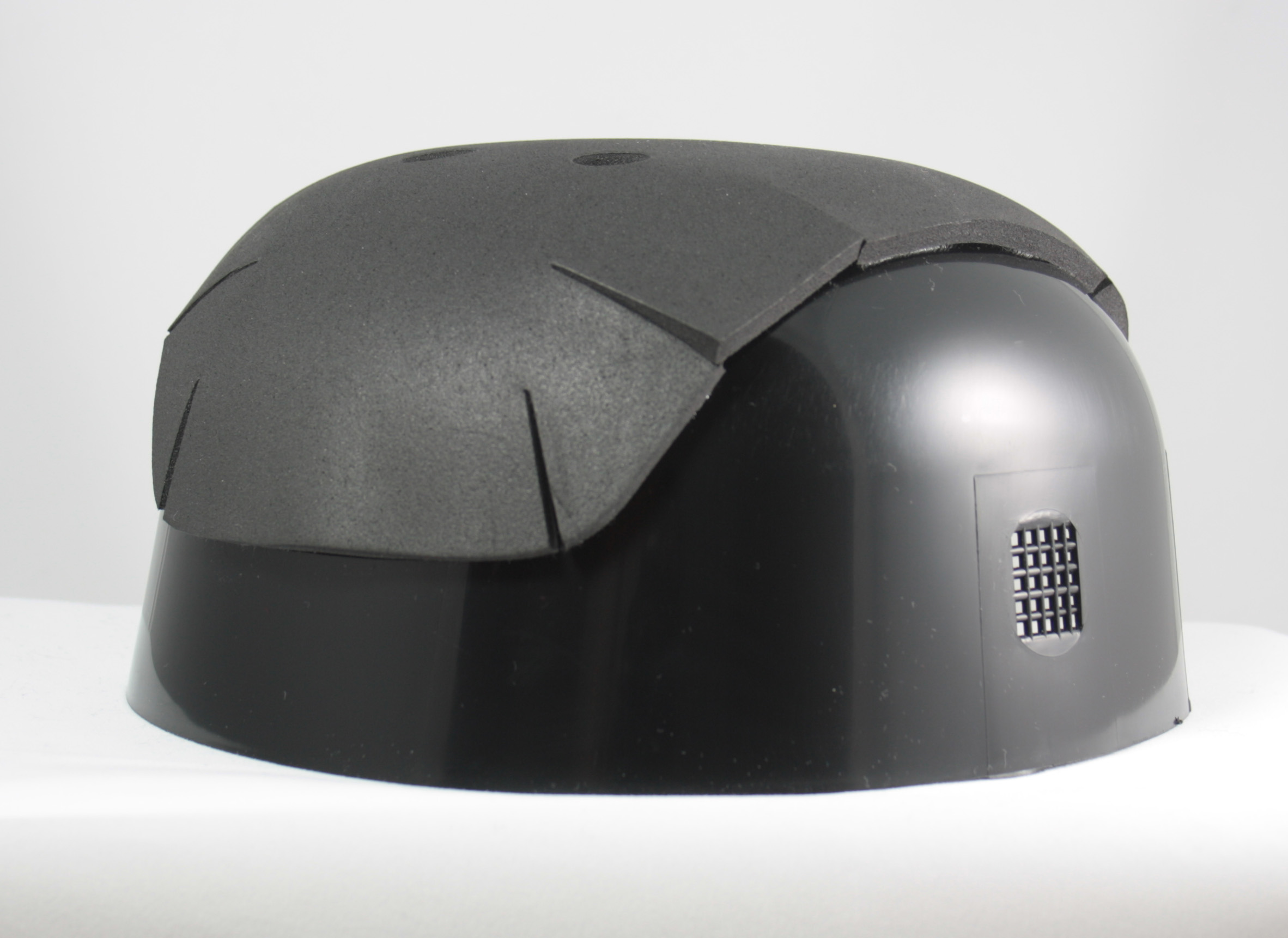
Einlage aus ABS-Kunststoff